# Distretto di Żuromin
Il distretto di Żuromin (in polacco powiat żuromiński) è un distretto polacco appartenente al voivodato della Masovia.

## Geografia antropica

### Suddivisioni amministrative
Il distretto comprende 6 comuni.
- Comuni urbano-rurali: Bieżuń, Żuromin
- Comuni rurali: Kuczbork-Osada, Lubowidz, Lutocin, Siemiątkowo